# Bethesda Game Studios
Bethesda Game Studios là một công ty phát triển trò chơi điện tử Mỹ và là một studio của Zenimax Media (Nay đã được mua lại bởi Xbox Game Studios) có trụ sở tại Rockville, Maryland. Tiền thân là đội ngũ phát triển của Bethesda Softworks, công ty được thành lập vào năm 2001 và được điều hành bởi chỉ đạo sản xuất Todd Howard và giám đốc studio Ashley Cheng. Bethesda Game Studios có ba studio vệ tinh, một ở Montreal và hai ở Texas, và có 400 nhân viên tính đến tháng 7 năm 2018.

## Lịch sử
Năm 2001, ZeniMax Media, công ty mẹ của Bethesda Softworks, quyết định tách rời hai đơn vị phát triển và phát hành của Bethesda Softworks. Theo đó, Bethesda Softworks tiếp tục thực hiện hoạt động phát hành, còn đội ngũ phát triển được chuyển sang Bethesda Game Studios.
Ngày 9 tháng 12 năm 2015, ZeniMax Media công bố việc thành lập Bethesda Game Studios Montreal, một chi nhánh của Bethesda Game Studios tại Montreal, Quebec. Ngày 9 tháng 3 năm 2018, BattleCry Studios, một công ty con khác của ZeniMax tại Austin, Texas, được đổi tên thành Bethesda Game Studios Austin. Ngày 10 tháng 8 năm 2018, Escalation Studios được đổi tên thành Bethesda Game Studios Dallas.
Ngày 21 tháng 9 năm 2020 Microsoft công bố chính thức mua lại studio này cùng với công ty mẹ là Zenimax media.

## Công ty con
- Bethesda Game Studios Montreal tại Montreal, Quebec; thành lập vào tháng 12 năm 2015.
- Bethesda Game Studios Austin tại Austin, Texas; thành lập vào tháng 10 năm 2010 bới tên gọi ban đầu là BattleCry Studios với tư cách là một công ty con của ZeniMax, được sáp nhập vào Bethesda Game Studios vào tháng 3 năm 2018.
- Bethesda Game Studios Dallas tại Dallas, Texas; thành lập vào năm 2007 với tên gọi ban đầu là Escalation Studios, được ZeniMax mua lại vào tháng 2 năm 2017 và sáp nhập vào Bethesda Game Studios vào tháng 8 năm 2018.

## Các trò chơi đã phát triển
Bethesda Game Studios chủ yếu phát triển các trò chơi thuộc thể loại nhập vai với các dòng trò chơi The Elder Scrolls và Fallout dành cho máy chơi game console và máy tính cá nhân, hầu hết các sản phẩm này đều đạt được thành công cả về đánh giá phê bình lẫn doanh số thương mại.
Năm 2015, studio gia nhập thị trường trò chơi di động với Fallout Shelter. Tháng 2 năm 2017, Howard cho biết họ đang phát triển một trò chơi di động nữa sau thành công của Fallout Shelter. Trò chơi đó được công bố vào năm 2018 với tên gọi The Elder Scrolls: Blades.
Năm 2016, Howard xác nhận rằng mặc dù họ đang trong quá trình phát triển The Elder Scrolls VI, vẫn còn rất lâu trước khi trò chơi được phát hành. Trong lúc đó, hai dự án lớn khác cũng đang được phát triển và dự kiến sẽ ra mắt trước The Elder Scrolls VI. Ngày 30 tháng 5 năm 208, Fallout 76, trò chơi nhập vai trực tuyến đầu tiên của Bethesda Game Studios được công bố. Ngày 10 tháng 6 năm 2018, trong sự kiện E3 2018, một trong các dự án lớn được công bố là Starfield, tài sản trí tuệ mới đầu tiên trong vòng 25 năm của công ty.
| Năm  | Tên                                           | Thể loại           | Nền tảng                                                                  |
| ---- | --------------------------------------------- | ------------------ | ------------------------------------------------------------------------- |
| 2002 | The Elder Scrolls III: Morrowind              | Hành động nhập vai | Microsoft Windows, Xbox                                                   |
| 2004 | IHRA Professional Drag Racing 2005            | Đua xe             | PlayStation 2, Xbox                                                       |
| 2006 | The Elder Scrolls IV: Oblivion                | Hành động nhập vai | Microsoft Windows, PlayStation 3, Xbox 360                                |
| 2008 | Fallout 3                                     | Hành động nhập vai | Microsoft Windows, PlayStation 3, Xbox 360                                |
| 2011 | The Elder Scrolls V: Skyrim                   | Hành động nhập vai | Microsoft Windows, PlayStation 3, Xbox 360                                |
| 2015 | Fallout Shelter                               | Mô phỏng           | Android, iOS, Microsoft Windows, Nintendo Switch, PlayStation 4, Xbox One |
| 2015 | Fallout 4                                     | Hành động nhập vai | Microsoft Windows, PlayStation 4, Xbox One                                |
| 2016 | The Elder Scrolls V: Skyrim – Special Edition | Hành động nhập vai | Microsoft Windows, Nintendo Switch, PlayStation 4, Xbox One               |
| 2017 | The Elder Scrolls V: Skyrim VR                | Hành động nhập vai | Microsoft Windows, PlayStation 4                                          |
| 2017 | Fallout 4 VR                                  | Hành động nhập vai | Microsoft Windows                                                         |
| 2018 | Fallout 76                                    | Hành động nhập vai | Microsoft Windows, PlayStation 4, Xbox One                                |
| 2019 | The Elder Scrolls: Blades                     | Hành động nhập vai | Android, iOS, Microsoft Windows, Nintendo Switch                          |
| TBA  | Starfield                                     | TBA                | TBA                                                                       |
| TBA  | The Elder Scrolls VI                          | TBA                | TBA                                                                       |

### Bản mở rộng
| Năm  | Tên                   | Trò chơi                         | Nền tảng                                   |
| ---- | --------------------- | -------------------------------- | ------------------------------------------ |
| 2002 | Tribunal              | The Elder Scrolls III: Morrowind | Microsoft Windows, Xbox                    |
| 2003 | Bloodmoon             | The Elder Scrolls III: Morrowind | Microsoft Windows, Xbox                    |
| 2006 | Knights of the Nine   | The Elder Scrolls IV: Oblivion   | Microsoft Windows, PlayStation 3, Xbox 360 |
| 2007 | Shivering Isles       | The Elder Scrolls IV: Oblivion   | Microsoft Windows, PlayStation 3, Xbox 360 |
| 2009 | Operation: Anchorage  | Fallout 3                        | Microsoft Windows, PlayStation 3, Xbox 360 |
| 2009 | The Pitt              | Fallout 3                        | Microsoft Windows, PlayStation 3, Xbox 360 |
| 2009 | Broken Steel          | Fallout 3                        | Microsoft Windows, PlayStation 3, Xbox 360 |
| 2009 | Point Lookout         | Fallout 3                        | Microsoft Windows, PlayStation 3, Xbox 360 |
| 2009 | Mothership Zeta       | Fallout 3                        | Microsoft Windows, PlayStation 3, Xbox 360 |
| 2012 | Dawnguard             | The Elder Scrolls V: Skyrim      | Microsoft Windows, PlayStation 3, Xbox 360 |
| 2012 | Hearthfire            | The Elder Scrolls V: Skyrim      | Microsoft Windows, PlayStation 3, Xbox 360 |
| 2012 | Dragonborn            | The Elder Scrolls V: Skyrim      | Microsoft Windows, PlayStation 3, Xbox 360 |
| 2016 | Automatron            | Fallout 4                        | Microsoft Windows, PlayStation 4, Xbox One |
| 2016 | Wasteland Workshop    | Fallout 4                        | Microsoft Windows, PlayStation 4, Xbox One |
| 2016 | Far Harbor            | Fallout 4                        | Microsoft Windows, PlayStation 4, Xbox One |
| 2016 | Contraptions Workshop | Fallout 4                        | Microsoft Windows, PlayStation 4, Xbox One |
| 2016 | Vault-Tec Workshop    | Fallout 4                        | Microsoft Windows, PlayStation 4, Xbox One |
| 2016 | Nuka-World            | Fallout 4                        | Microsoft Windows, PlayStation 4, Xbox One |

## Giải thưởng
- Spike Video Game Awards 2011— Studio của năm[12]
- The Game Awards 2015 — Nhà phát triển của năm (đề cử)[13]